# Guilherme Melo
Guilherme Farnezi De Melo (* 10. September 1991 in São Paulo) ist ein brasilianischer Squashspieler.

## Karriere
Guilherme Melo spielte 2007 erstmals und seit 2019 regelmäßig auf der PSA Squash Tour, auf der er bislang drei Titel gewann. Den ersten Titel gewann er in der Saison 2021/22 im Dezember in Rio de Janeiro. Knapp zwei Jahre darauf im August, in der Saison 2023/24, folgte der zweite Turniersieg in Ponta Grossa. Im weiteren Saisonverlauf gelang ihm im Mai in Porto Ferreira ein weiterer Titelgewinn. Seine höchste Platzierung in der Weltrangliste erreichte er mit Rang 104 am 3. Oktober 2022.
Bei den Südamerikaspielen 2022 in Asunción sicherte sich Melo in der Mannschaftskonkurrenz mit Diego Gobbi und Pedro Mometto die Silbermedaille. Mit der brasilianischen Nationalmannschaft nahm er 2023 erstmals an den Panamerikameisterschaften teil.

## Erfolge
- Gewonnene PSA-Titel: 3
- Südamerikaspiele: 1 × Silber (Mannschaft 2022)